# زمین‌لرزه ۲۰۰۸ پاکستان
زمین‌لرزه پاکستان  در تاریخ ۲۸ اکتبر ۲۰۰۸ میلادی، برابر با ‎۷ آبان ۱۳۸۷، ساعت ۲۳:۰۹:۵۷٫۷ به زمان یوتی‌سی در پاکستان رخ داد.ژرفای این زلزله ۱۵٫۰ کیلومتر بود. بزرگی آن ۶٫۴ در مقیاس Mw بدست آمده‌است.
شمار کشتگان نزدیک به ۲۱۵ نفر گزارش شده‌است.
پروژهٔ جهانی تنسور گشتاور مرکزوار پارامتر زمان مرکزوار زمین‌لرزه را با اختلاف ۴٫۳ ثانیه نسبت به زمان رخداد اشاره شده در بالا و مختصات مرکزوار را در ۳۰°۲۴′شمالی ۶۷°۲۹′شرقی / ۳۰٫۴۰°شمالی ۶۷٫۴۸°شرقی محاسبه کرد و همچنین، ژرفا در ۱۷٫۲ کیلومتر بدست آمده‌است. در این محاسبات زاویه‌های (راستا، شیب، ریک) گسل سازندهٔ زمین‌لرزه و صفحه عمود بر آن برابر با (°۳۰۴، °۷۳، ° ۱۷۱) یا (° ۳۷، °۸۱، ° ۱۸) حاصل شده‌است.